# August Söderman
Johan August Söderman (Estocolmo, 17 de julio de 1832 - ibidem, 10 de febrero de 1876) ha sido considerado tradicionalmente como el compositor sueco más preeminente de la generación romántica, conocido especialmente por sus lieder y obras corales basadas en material folclórico nórdico.

## Biografía
Inculcado en el mundo musical de la mano de su padre, August Söderman fue alumno de la Real Academia Sueca de Música de Estocolmo en donde estudió piano y también llegó a dominar el oboe y el violín. Entre 1856 y 1857 estudió contrapunto en el Conservatorio de Leipzig con Ernst Richter; allí, recibió una cultura musical que llevaba la impronta de Mendelssohn, aunque también se familiarizó con las obras de Robert Schumann y Richard Wagner. A su regreso a Estocolmo, trabajó como director de teatro y como director de coro en la Ópera Real de Suecia, lugar donde fue ascendido a director asistente en 1862.
Escribió varias operetas (Hin Ondes första lärospån, 1856) y música incidental para unas ochenta obras (entre ellas Marsk Stigs döttrar de Ludvig Josephson o Svenskt festspel), así como una traducción al sueco de Die Jungfrau von Orleans ("La doncella de Orleans") de Schiller, con la que se dio a conocer como compositor. También compuso una misa, música de teatro y una serie de obras vocales de carácter popular entre las que cabe citar por su belleza aquella titulada Bröllop (Séquito de las novias).
Söderman murió a los 43 años en Estocolmo. Su música es prácticamente desconocida fuera de Suecia, aunque su influencia se puede percibir en la música de otros grandes compositores románticos suecos posteriores, Hugo Alfvén y Wilhelm Peterson-Berger.

## Obra parcial

### Música de orquesta
- Konsertuvertyr i F-dur, 1855?-68
- Chariveripolka, 1848
- Intermezzo, 1850
- Burlesque, 1855
- Scherzo, 1856
- Svenskt festspel, 1858
- Svenska folkvisor och folkdanser, 1897
- Festmarsch, 1869
- Bellmansmelodier, 1870
- Sorgmarsch, 1871
- Karl XV:s sorgmarsch, 1872
- Festpolonäs i A-dur, 1873
- Festmarsch i Ess-dur, 1873

### Música de cámara
- Pianokvartett i e-moll, 1856

### Música para piano
- Fantasier à la Almqvist, 1868
- Tscherkassisk dans, 1871

### Música para coro y orquesta
- An die Freude (Friedrich von Schiller), 1859
- Tempelsalen (E Wallmark, f manskör o ork), 1863
- Die Wallfahrt nach Kevlaar (Heinrich Heine), 1859-66
- Kantat till firande at Carolinska universitetets tvåhundraårsjubileum, 1868
- Signefills färd (Ludvig Josephson), 1869
- Das Heidelberger Fess (Friedrich von Hagedorn), 1869
- Hjertesorg (Karl Wetterhoff), 1870, instrumentalizado por Ludvig Norman
- Andeliga sånger, 1872
  - Kyrie
  - Agnus Dei
  - Jesu Christe
  - Domine
  - Benedictus
  - Virgo Gloriosa
  - Osanna
- Katolsk messa, 1875

### Coro mixto a capela
- Idyll och epigram (Johan Ludvig Runeberg), 1869
  - När den sköna maj med sippor kommit
  - Mellan friska blomster genom lunden
  - Minna satt i lunden
- Sex visor i folkton, 1873
  - 1. Jungfrun gick åt lunden, den sköna
  - 2. Det står en älsklig blomma
  - 3. Min vän är den bästa
  - 4. Och blomstren de dofta
  - 5. Och jungfrun gick sig åt lunden
  - 6. Pojkar och jäntor ta'n nu i ring

### Coro masculino a cappella
- Längtan (Herman Sätherberg), 1855
- Nordiska folkmelodier, 1865
- Ett bondbröllop (Richard Gustafsson), 1868
  - Bröllopsmarsch
  - I kyrkan
  - Önskevisa
  - I bröllopsgården
- Tre visor i folkton, 1870
- Tres canciones de Emil von Qvanten y Zacharias Topelius, 1871
- Poemas de Zacharias Topelius, 1872
- Lovsång, (Ps. 117), 1886
- Sjung, sjung (Zacharias Topelius)
- I månans skimmer (Emil von Qvanten)
- Nog minns jag hur det var (Onkel Adam)
- Suomis sång (Emil von Qvanten)
- Klang, min vackra bjällra (Zacharias Topelius)
- Skjøn Jomfru! (Adam Gottlob Oehlenschläger)
- Og jeg vil ha'e mig (Claus Pavels Riis)
- (se även Digte og Sange under Solosånger)

### Coro femenino a cappella
- Englarnes hem (Oscar Wijkander), 1875

### Canciones para solistas
- Flickan i skogen (Emil von Qvanten), 1854
- Majvisa
- Blomman
- Serenad: Bönen
- Till en liten fågel
- Vaggvisa
- Rosenknoppen
- Jungfrun i rosengård
- Jungfrun i det gröna
- Ich hab' im Traum geweinet
- I dunkelgröna skogar
- Så glad och lycklig
- Romance
- Ojämnt delat
- Tankar på min egen lycka
- Hin Ondes lärspån, 1856 (también en dueto)
- Heidenröslein (Heinrich Heine) 1856-57
  - Im wunderschönen Monat Mai (Det var i maj, den sköna maj)
  - Lieb Liebchen leg's Händchen auf's Herze mein
  - Ballade
  - Volkslied - Enfleh' mit mir (Kom fly med mig)
  - Lehn deine Wang an meine Wang (O lägg din kind intill min kind)
  - Ich hab dich geliebet und liebe dich noch
  - Deine weissen Lilienfinger (Kunde än en gång jag kyssa)
  - Volkslied
- Mädchen mit dem roten Mündchen
- Tannhäuser, ballad med orkester (Emanuel Geibel), 1856
- Die verlassene Mühle / Qvarnruinen, balada con orquesta (A F A Schnetzler), 1857
- Den Arme Peter, balada con orquesta (Heinrich Heine), 1857
  - Der Hans und die Grete tanzen herum
  - In meiner Brust da sitzt ein Weh
  - Der arme Peter wankt vorbei
- Visa ("Nu klär sig våren")
- Du är min ro
- Värfningen (Der Landsknecht), ciclo de canciones (Heinrich Reder), 1859
  - 1 Försmådd kärlek
  - 2 Klagan
  - 3 Värfningen
  - 4 I striden
  - 5 Afskedet
  - 6 Grafven
- Hymn (Ernst Wallmark), 1863
- Tre ballader, tryckta 1871
  - Trollsjön / Der Mummelsee (Aloys Schreiber), 1869, intrumentalizado por Ernst Ellberg
  - Trogen i döden / Treuer Tod (Theodor Körner), 1869
  - Havsfrun (Bernhard Severin Ingemann), 1855 e intrumentalizado en 1861
- Flyg ej undan
- Serviska folksånger (Johan Ludvig Runeberg), 1871
  - Vad vill jag?
  - Du är min egen
  - Önskan
- Mitt älskade lilla sockerskrin
- Kung Heimer och Aslög (Frans Hedberg), balada con orquesta, c. 1870 y publicado póstumamente en 1883, instrumentalizado por Richard Henneberg, 1896, y Hugo Alfvén, c. 1909
- Afton, huru skön
- Solveigs vuggevise (Per Gynt) (Henrik Ibsen), 1870
- Digte og sange 1-2 (Bjørnstjerne Bjørnson), 1872-73
  - Tærnernes sang (Ur Halte-Hulda) para coro de mujeres a cuatro voces y piano
  - Killebukken (Ur Arne)
  - Træet (Ur Arne)
  - Kåres sang (Ur Sigurd Slembe) para barítono
  - Tag imod kransen (Ur Fiskerjenten)
  - Synden, døden (Ur Sigurd Slembe)
  - Bryllupvise, para coro de mujeres a cuatro voces y piano
  - I ungdommen, para coro mixto y piano
  - Prinsessen
  - Dans! ropte felen (Ur En glad gut)
  - Ingerid Sletten (Ur Arne)
  - Den hvide, røde rose
  - Lokkeleg (Ur En glad gut) coro mixto
- Tre tyska visor i folkton, 1860?-1875
  - Schönste Rose fall nicht ab (Skönsta ros, o hör på mig)
  - Mutter, ach Mutter es hungert mich (Moder, ack moder, min klagan hör)
  - Es fiel ein Reif in Frühlingsnacht (En vårnatt föll en frost så kall)
- Två sånger (Henrik Wergeland), 1876
  - Norsk kjærlighedssang
  - Det förste haandtryk
- Der schwarze Ritter, balada con orquesta (Ludwig Uhland), 1874, extracto para piano editado por Emil Sjögren, publicado en 1886, instrumentalizado a partir de Söderman por Johannes Peter Carstensen, 1874 y Ernst Ellberg.
- Sjung för mig
- Jag håller dig så kär
- Min flamma
- Till Lilli (versión 1 & 2)
- På den röda älvens botten
- Nachts

### Música escénica
- Urdur eller Neckens dotter, opereta (J Granberg). Helsingfors 1852
- Zigenarhövdingen Zohrab, opereta (libretto?) Göteborg 1854
- Hin Ondes första lärospån, opereta (E Scribe / F Arlberg), 1856
- Erik XIV, música de escena (J Börjesson). Åbo 1852
- Regina von Emmeritz, música de escena (Zacharias Topelius), Helsingfors 1853
  - Soldatvisa
- Guldkorset, música de escena (H Mélesville / N Brazier), 1857
- Några timmar på Kronoborgs slott, música de escena (Oscar Fredric), 1858
- Torkel Knutsson, música de escena (Bernhard von Beskow), 1862. acompañamiento musical junto con Ludvig Norman y A Randel
- Dagen gryr, música de escena (Frans Hedberg), 1863
- Folkungalek, música de escena (Ludvig Josephson), 1864
- Fiesco, música de escena (Friedrich von Schiller), 1865
- Bröllopet på Ulfåsa, música de escena (Frans Hedberg), 1865
  - Bröllopsmarsch
- Marsk Stigs döttrar, música de escena (Ludvig Josephson), 1866
  - Uvertyr
- Orleanska jungfrun, música de escena (Friedrich von Schiller), 1867
  - Uvertyr, se ovan under Svenskt festspel
- Peer Gynt, música de escena (Henrik Ibsen), compuesta en 1870, no interpretada, el extracto para piano se imprimió póstumamente en 1895, la partitura se perdió
- Richard III, música de escena (William Shakespeare), 1872
- Vid riksgränsen, música de escena (Frans Hedberg), 1873
- Karl Folkunge, música de escena (Lorentz Dietrichson), 1874

#### Fragmento de ópera
- Fiskarflickan (J F Kjellstrand), 1853
- Zigenaren (J Stjernström), 1857
- Harald och Anna (J Ling), 1857
- Alfsol (Ludvig Josephson), 1862
- Esmeralda (F Arlberg), 1869;
- Irene, utan årtal